# Alexis Cuello
Alexis Ricardo Cuello (18 de febrero de 2000, Dock Sud, Argentina) es un futbolista argentino. Juega tanto como delantero como de extremo. Actualmente juega en San Lorenzo de la Primera División de Argentina.

## Trayectoria

### Racing Club
Fue promovido de la reserva por Eduardo Coudet en 2018.

### San Lorenzo de Almagro
En enero de 2024 llega a préstamo a San Lorenzo hasta diciembre del mismo año y con opción de compra. Juega su primer partido en el club en la derrota 0-2 contra Lanús por la primera fecha de la Copa de la Liga Profesional 2024.

## Estadísticas

### Clubes
Actualizado hasta su último partido disputado el 7 de agosto de 2025.
| Club                           | Div.          | Temporada     | Liga  | Liga  | Liga   | Copas nacionales | Copas nacionales | Copas nacionales | Torneos internacionales | Torneos internacionales | Torneos internacionales | Total | Total | Total  |
| Club                           | Div.          | Temporada     | Part. | Goles | Asist. | Part.            | Goles            | Asist.           | Part.                   | Goles                   | Asist.                  | Part. | Goles | Asist. |
| ------------------------------ | ------------- | ------------- | ----- | ----- | ------ | ---------------- | ---------------- | ---------------- | ----------------------- | ----------------------- | ----------------------- | ----- | ----- | ------ |
| Barracas Central Argentina     | 2.ª           | 2019-20       | 5     | 0     | 0      | —                | —                | —                | —                       | —                       | —                       | 5     | 0     | 0      |
| Barracas Central Argentina     | Total club    | Total club    | 5     | 0     | 0      | 0                | 0                | 0                | 0                       | 0                       | 0                       | 5     | 0     | 0      |
| Instituto de Córdoba Argentina | 2.ª           | 2020          | 4     | 1     | 1      | —                | —                | —                | —                       | —                       | —                       | 4     | 1     | 1      |
| Instituto de Córdoba Argentina | 2.ª           | 2021          | 20    | 1     | 0      | —                | —                | —                | —                       | —                       | —                       | 20    | 1     | 0      |
| Instituto de Córdoba Argentina | Total club    | Total club    | 24    | 2     | 1      | 0                | 0                | 0                | 0                       | 0                       | 0                       | 24    | 2     | 1      |
| Club Almagro Argentina         | 2.ª           | 2023          | 33    | 7     | 2      | 2                | 1                | 0                | —                       | —                       | —                       | 35    | 8     | 2      |
| Club Almagro Argentina         | Total club    | Total club    | 33    | 7     | 2      | 2                | 1                | 0                | 0                       | 0                       | 0                       | 35    | 8     | 2      |
| C. A. San Lorenzo Argentina    | 1.ª           | 2024          | 26    | 4     | 0      | 4                | 1                | 0                | 6                       | 3                       | 1                       | 36    | 8     | 1      |
| C. A. San Lorenzo Argentina    | 1.ª           | 2025          | 22    | 3     | 0      | 3                | 0                | 0                | —                       | —                       | —                       | 25    | 3     | 0      |
| C. A. San Lorenzo Argentina    | Total club    | Total club    | 48    | 7     | 0      | 7                | 1                | 0                | 6                       | 3                       | 1                       | 61    | 12    | 1      |
| Total carrera                  | Total carrera | Total carrera | 110   | 16    | 3      | 9                | 2                | 0                | 6                       | 3                       | 1                       | 125   | 22    | 4      |
| 1. 2.                          |               |               |       |       |        |                  |                  |                  |                         |                         |                         |       |       |        |